# 恐竜戦隊コセイドン/コセイドン隊マーチ
「恐竜戦隊コセイドン」（きょうりゅうせんたいコセイドン）は、水木一郎、ならびにひばり児童合唱団のシングル。1978年7月10日に日本コロムビアから発売された。型番はSCS-429。

## 解説
表題曲「恐竜戦隊コセイドン」は、同名テレビドラマ（特撮番組）『恐竜戦隊コセイドン』のオープニングテーマとして使用された。カップリングには、同じく水木一郎が歌う同作のエンディングテーマ「コセイドン隊マーチ」が収録されている。

## 収録曲
（全作詞：谷のぼる、全作曲：宮内国郎、歌：水木一郎、ひばり児童合唱団）
1. 恐竜戦隊コセイドン
  - 特撮番組『恐竜戦隊コセイドン』オープニングテーマ。
2. コセイドン隊マーチ
  - 特撮番組『恐竜戦隊コセイドン』エンディングテーマ。